# Warau (taal)
Het Warau is een Zuid-Amerikaanse Indianentaal, gesproken door het gelijknamige inheemse volk de Warau, dat leeft in het kustgebied van Venezuela en de Guyana’s. Het Warau behoort tot de Macro-Chibchan-familie, onderfamilie Paezan. De taal heeft een paar overeenkomsten met het Karaïbs en Arowaks, maar behoort tot een aparte linguïstische stam en heeft een geheel ander vocabulaire. Henry Bolingbroke, die aan het begin van de 19de eeuw Demerary, Essequibo en Berbice bereisde, merkt erover op: They pronounce their language in a very desagreeable and indistinct tone en vindt de Warau (hij spreekt van Worrows) dirty, fearful, and indolent.